# Bataille d'Aix-la-Chapelle
Seconde Guerre mondiale
Batailles
France
- Paddle
- Fusilade
- Astonia
- Dunkerque
- Wellhit
- Undergo
- Nancy
- Arracourt
- Metz (Fort Driant)

Belgique
- Moerbrugge
- Geel
- Escaut

Pays-Bas
- Market Garden
- Overloon
- Broekhuizen

Allemagne
- Forêt de Hürtgen
- Aix-la-Chapelle
- Colline du Crucifix
- Clipper
- Queen

La bataille d'Aix-la-Chapelle fut une bataille de la Seconde Guerre mondiale qui dura six semaines jusqu'au 21 octobre 1944, dans la ville allemande d'Aix-la-Chapelle (allemand : Aachen).

## Bataille
Le 16 septembre 1944, les troupes américaines arrivèrent devant la ville d'Aix-la-Chapelle, où vivaient encore environ 20 000 civils (contre 160 000 au début de la guerre, en 1939), et qui était fortement défendue par 5 000 soldats allemands sous le commandement de l'Oberst (colonel) Gerhard Wilck. 
Durant la nuit du 1er octobre au 2 octobre, l'artillerie américaine pilonna la ville, et au matin la première armée américaine (commandée par le général Hodges) enfonça la ligne Siegfried. Malgré la tentative de diverses unités de Panzers, les Américains réussirent à garder la brèche ouverte et, après plusieurs jours de violents combats, les Allemands se virent encerclés par les troupes américaines. La garnison refusa de se rendre et lança une contre-attaque afin de briser le cercle formé par l'armée américaine, mais cette tentative échoua.
En effet, Aix-la-Chapelle est une ville symbolique de l'histoire d'Allemagne (ville de Charlemagne, les empereurs germaniques s'y sont fait couronner pendant 600 ans) et elle était aussi la première grande ville sur le sol allemand qui fut atteinte par les Alliés sur le front de l'Ouest, ce qui avait conduit Hitler à ordonner de la défendre à tout prix. Le commandement américain avait alors décidé de se contenter d'assiéger la ville et de la couper de ses voies d'approvisionnement et de communication.

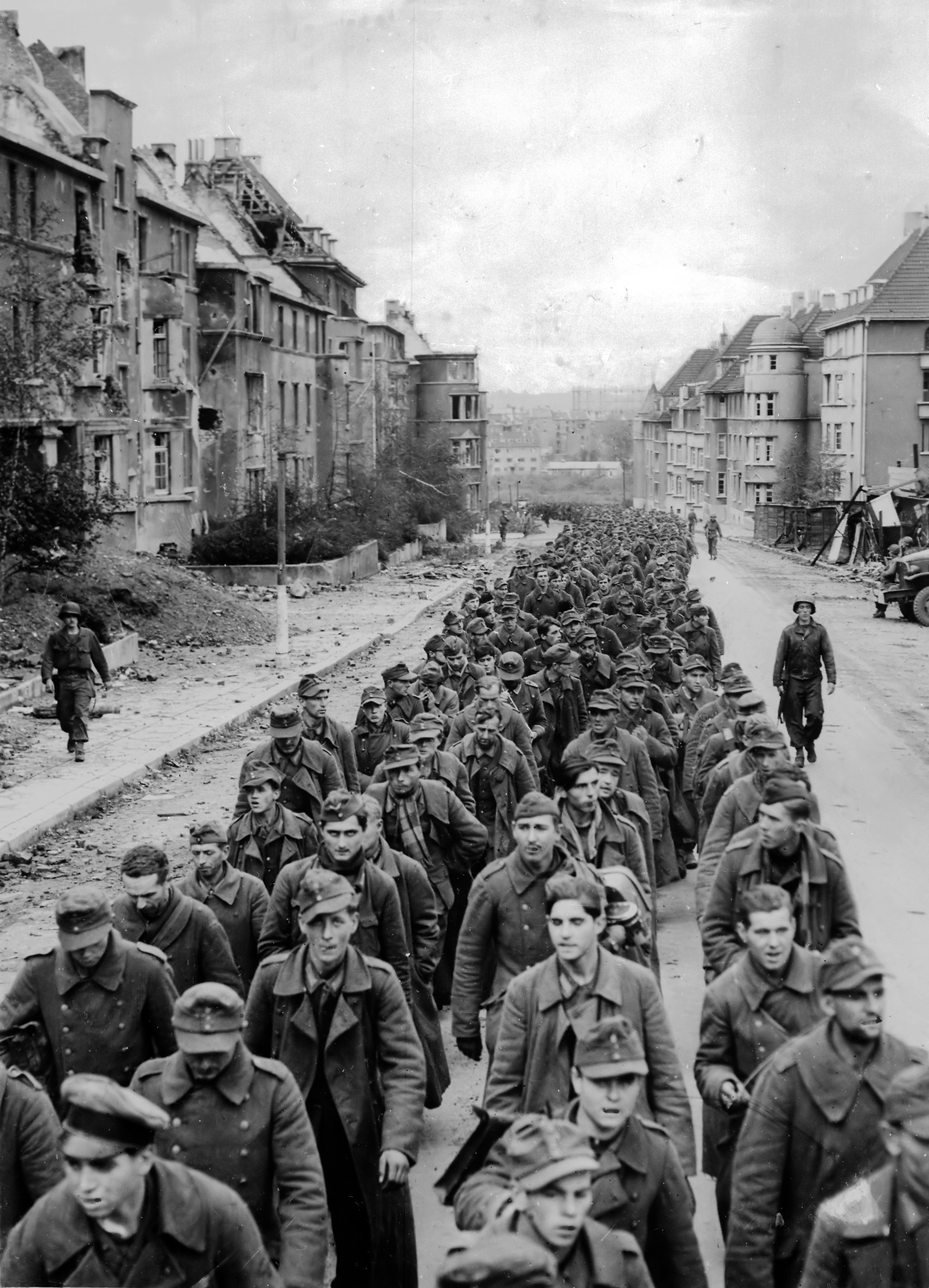
Colonne de prisonniers de guerre allemands traversant les ruines d'Aix-la-Chapelle en octobre 1944.

Mais la 9e armée américaine, qui s'était déployée au nord et au sud de la ville, considérait que cette poche pouvait constituer une menace et le commandement décida alors tout de même de prendre la ville immédiatement. Les Américains eurent alors à conquérir la ville, redonnant ainsi l'avantage aux Allemands. Durant la phase la plus difficile de la bataille, les forces américaines déployèrent dans la ville le 2e et le 3e bataillons du 26e régiment d'infanterie ainsi que le 745e bataillon blindé, tandis que la 30e division d'infanterie attaquait Aix-la-Chapelle par le nord et que le premier bataillon de la 1re division d'infanterie américaine attaquait la colline du Crucifix. Mais après quelques jours seulement, cette division avait déjà plus de 2 000 soldats mis hors de combat, ce qui fit que la 29e division fut appelée en renfort.
Le 16 octobre, les Américains réussirent enfin à encercler complètement la ville au niveau de la Krefelder Straße.
Et finalement, le 21 octobre 1944, le reste de la garnison, qui comptait encore 300 hommes qui ne tenaient plus que quelques rues, capitula devant le bunker de la Rütscherstraße et le colonel Wilck signa la reddition de ses troupes.

## Bilan
Le bilan de cette bataille a été  de 5 000 morts ou blessés dans les deux camps et 5 600 soldats allemands faits prisonniers.